# Sid Wilson
 Der er for få eller ingen kildehenvisninger i denne artikel, hvilket er et problem. Du kan hjælpe ved at angive troværdige kilder til de påstande, som fremføres i artiklen.

Sidney George "Sid" Wilson (tidligere kendt som DJ Starscream, født 15. marts 1978[kilde mangler] i Des Moines, Iowa) er dj i det amerikanske numetal band Slipknot. Bandet ønskede at tilføje en DJ til deres musik, men kendte ikke nogen de anså som værende gode nok. Efter at have set gruppen optræde proklamerede Sid Wilson: "Jeg vidste, jeg var født til dette band." Wilson kontaktede gruppen, og viste sin interesse i at slutte sig til dem. Efter at have været til prøve, og under en episode inden et show, hvor han havde nikket hver af bandmedlemmerne en skalle, blev han anset som "Slipknots materiale" og optaget.

## Diskografi
- Med Slipknot; se Slipknots' diskografi.

### DJ Starscream
- 2003: Full Metal Scratch-It
- 2003: Abunaii Sounds - Tataku On Your Atama
- 2005: Sound Assault
- 2005: Live at Konkrete Jungle New York City
- 2006: The New Leader
- 2008: This Is Full Metal Jungle Vol.1

### SID
- 2011: SID
- 2011: Repeat (feat thekeenone)